# Convention supplémentaire sur l'abolition de l'esclavage
La Convention supplémentaire sur l'abolition de l'esclavage, dont le titre complet est la Convention supplémentaire sur l'abolition de l'esclavage, de la traite des esclaves et des institutions et pratiques analogues à l'esclavage, est un traité des Nations unies de 1956 qui s'appuie sur la Convention sur l'esclavage de 1926, qui est toujours en vigueur et qui proposait de garantir l'abolition de l'esclavage et de la traite des êtres humains, et la Convention sur le travail forcé de 1930, qui interdisait le travail forcé ou obligatoire, en interdisant la servitude pour dettes, le servage, le mariage des enfants, le mariage servile et la servitude des enfants

## Résumé des articles clés
Article 1 - Les parties s'engagent à abolir et à abandonner la servitude pour dettes, le servage, le mariage servile et la servitude des enfants.
Article 2 - Les parties s'engagent à promulguer des âges minimums du mariage, à encourager l'enregistrement des mariages et à encourager la déclaration publique de consentement au mariage.
Article 3 - Incrimination du trafic d'esclaves.
Article 4 - Les esclaves en fuite qui se réfugient sur les navires battant le pavillon des parties acquièrent ipso facto leur liberté.
Article 5 - Incrimination du marquage (y compris la mutilation et le marquage) des esclaves et des personnes serviles.
Article 6 - Incrimination de l'esclavage et mise en esclavage d'autrui.
Article 7 - Définitions des termes « esclave », « personne de statut servile » et « traite des esclaves ».
Article 9 - Aucune réservation peut être faite à la présente Convention.
Article 12 - La présente Convention s'applique à tous les territoires non autonomes, coloniaux et autres territoires non métropolitains dont les relations internationales relèvent de la responsabilité d'un État parti